# エチオピアの政治
エチオピアの政治（エチオピアのせいじ、英語: Politics of Ethiopia）では、エチオピアにおける政治について解説する。

## 政治史

### 前史

#### ソロモン朝の復興

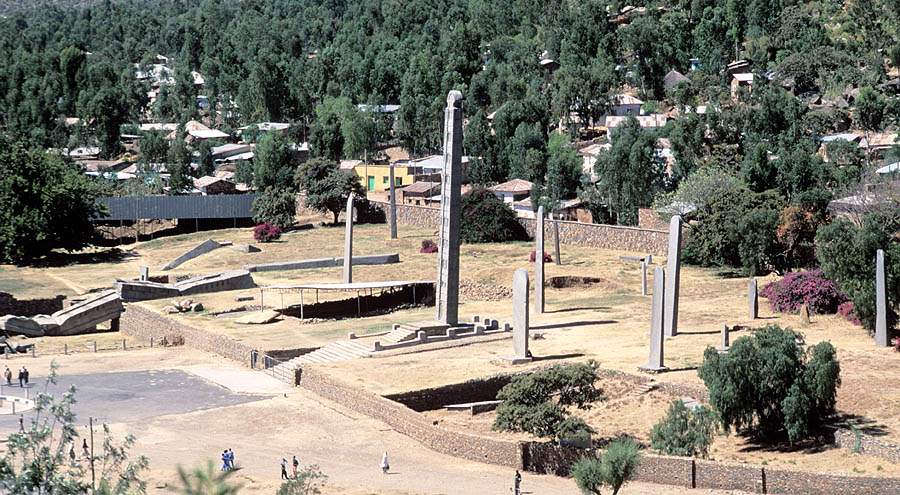
アクスムの石柱

アクスム王国はエチオピアの源流である。王国は紅海近辺に位置していた。伝説上、この国の王家はイスラエルのソロモン王の血統を持つ（ソロモン朝と呼ばれる）。4世紀、エザナ王はキリスト教徒になった。王は王国のほとんどの地域にキリスト教文化をもたらした。7世紀、王国は弱体化した。この頃、イスラム教勢力はアラビア半島、紅海、北アフリカを支配していたため、王国は他の場所から断絶していた。10世紀、王国はイスラム教勢力の攻撃によって滅亡した。その後、1130年代にキリスト教を信じるザグウェ朝が誕生し、エチオピアに教会や修道院を建てた。1270年、イクノ・アムラクはザグウェ朝を倒した。そして、キリスト教コプト派の現地教会・エチオピア正教会と協力し、「正統」なソロモン朝を「復活」させた。
設立当初、新ソロモン朝は弱体だった。しかし、1314年に即位したアムデ・ション1世はエチオピア高原各地に遠征を行った。遠征の中で、皇帝は帝国の勢力圏を拡大させ、ソロモン朝を安定に導いた。帝国は中央集権制を採用せず、地方の支配者たちが王のもとで土地を治めた。皇帝は「王中の王」と称され、エチオピア正教会と緊密な関係を築いた。その結果、アムハラ語とキリスト教が国内に広がった。

#### 諸公候時代
1434年、エチオピア皇帝にゼラ・ヤコブが就き、エチオピア正教会の運営と国内政治の改革を始めた。しかし、ゼラ・ヤコブは1468年に皇帝の座を追われ、国土が不安定になった。その後、イスラム教勢力であったアダル・スルタン国のアフマド・グラニィが、キリスト教国のエチオピアに対して「ジハード」を宣言した。アダル・スルタン国の指導者、レブナ・デンゲルはオスマン帝国の支援の下エチオピアに侵攻、教会や修道院を破壊した。キリスト教国のポルトガルはエチオピアを支援し、加勢を受けたエチオピア軍はタナ湖の岬で指揮官グラニィを戦死させた。
ヨーロッパから来航したポルトガル人宣教師は、エチオピア人をエチオピア正教会と異なるカトリックへと改宗させようとした。1632年、ファシリダスが皇帝の座に就いた。そして、翌年には宣教師たちを追放し、ヨーロッパとの関係を絶った。その後、エチオピアでは戦争で国土が破壊された影響で、諸公侯が権力争いに明け暮れ、皇帝の権力は減少した（諸公候時代）。ファシリダスは皇帝の影響力を強化しようとして、ゴンダールという都を建てた。それはタナ湖の北にある、最初の定まった首都だった。

#### 外国勢力との戦い

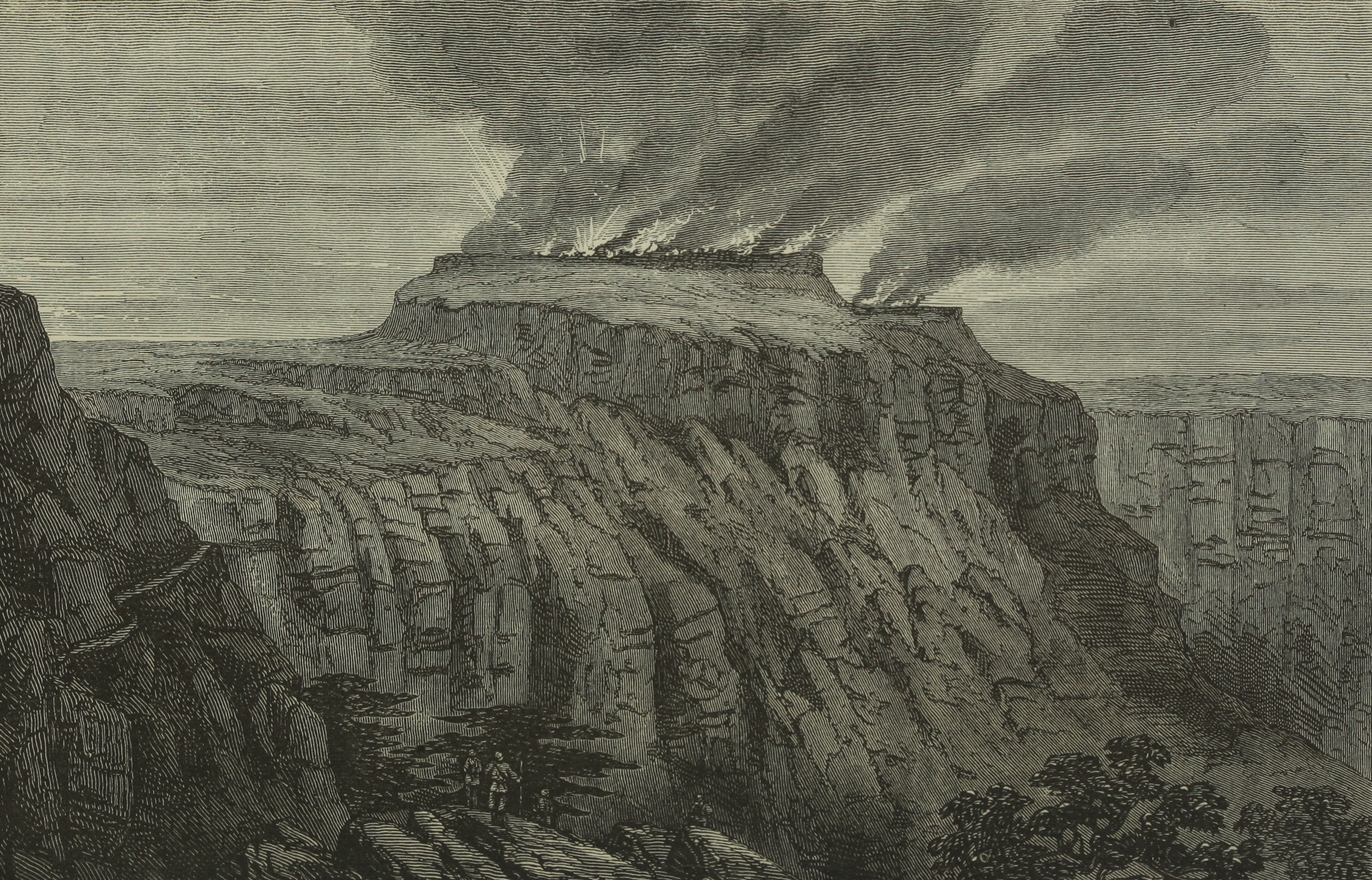
イギリス軍に攻撃されたエチオピア軍側の要塞

19世紀中頃、諸公侯によるエチオピアの内戦状態を抑え、再びエチオピアを統一へ向かわせた人物がテオドロス2世である。皇帝に即位する前はカッサ・ハイルと呼ばれ、内戦中武力によって諸公侯を抑えた。1867年、テオドロス皇帝は反乱の疑いでイギリス人民間人を投獄した。イギリス政府はそれに反応し、1868年エチオピアに対して侵攻した（イギリスのアビシニア遠征）。テオドロス皇帝は近代装備を持つイギリス軍に敗北し、自殺した。その後継者のヨハネス4世はスーダンのマフディーと戦い、ソロモン朝のもとにメネリク2世などの諸公候たちが団結した。3月9日、ヨハンネス4世は戦いの中で負傷し死亡する。
エチオピアの諸公候の一員であったメネリク2世は、マフディーとの戦いの間で勢力を広げ、ヨーロッパ諸国から手に入れた武器によってエチオピア南部を征服し、ウッチャリ条約によってイタリアに皇帝として承認される。メネリク2世は19世紀末にイタリアの侵略を受けたが、1896年のアドワの戦いの勝利によって退けた（第一次エチオピア戦争）。エチオピアの勝利によって、アフリカ諸国の主権を今まで認めてこなかったヨーロッパ諸国が、エチオピア帝国の主権を認めた。これにより、エチオピアはリベリアと並んで分割されるアフリカで独立を守った。

### ハイレ・セラシエ

#### 新皇帝と戦争

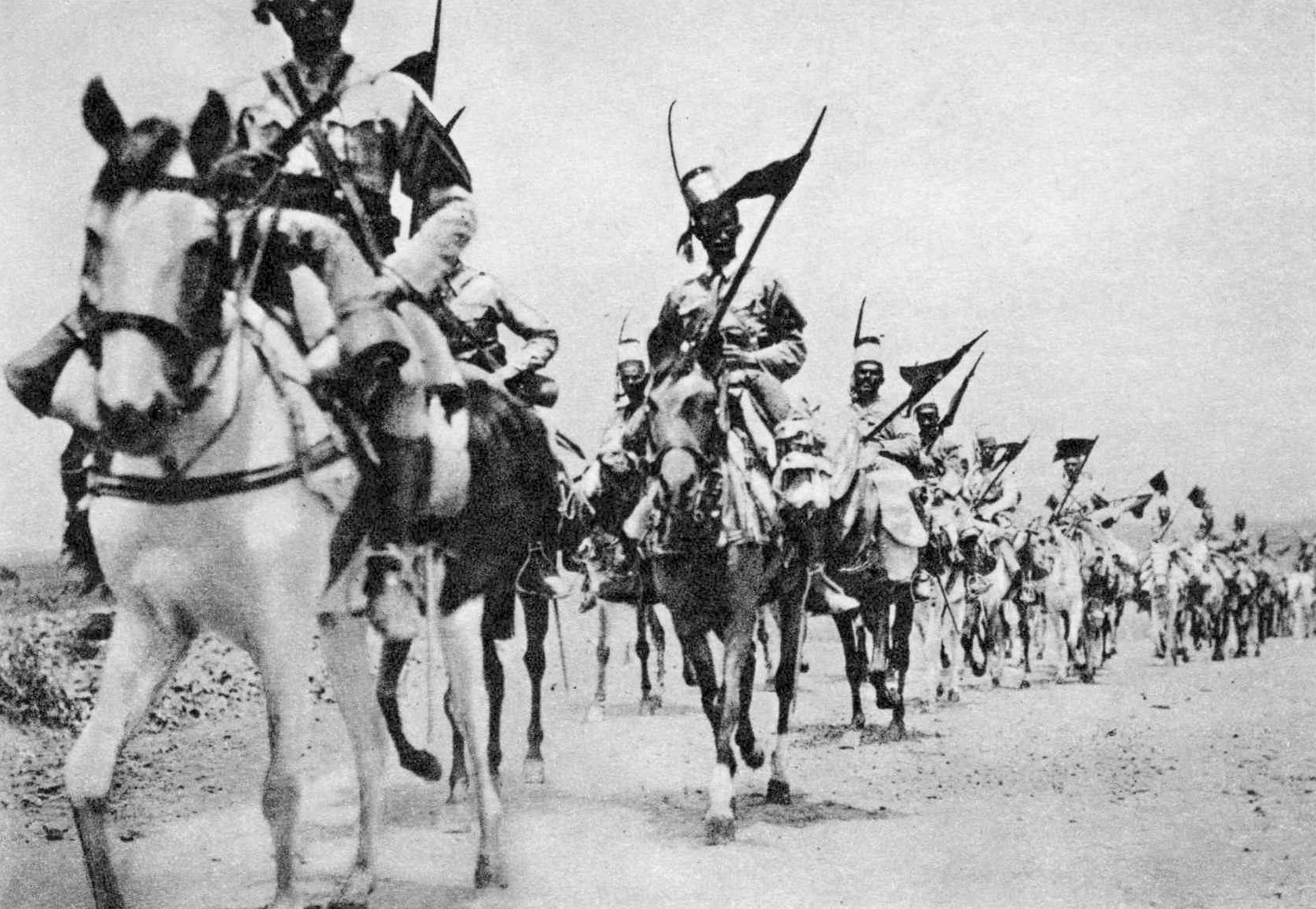
アディスアベバに向けてエチオピアを進軍するイタリア兵

1913年、メネリク2世は死んだ。後継者は1916年に退位し、メネリク2世の娘であるザウディトゥが皇帝の座に就いた。1930年ザウディトゥの死後セント・ジョージ教会で、ラス・タファリが皇帝の座を継いだ。ラス・タファリはハイレ・セラシエと名乗り、エチオピアにおいて絶対的な権力を握った。
1934年、エチオピアとイタリアはエチオピア南東部オガデン地方のワルワルをめぐって領土問題に発展。1934年12月には武力衝突が発生した（ワルワル事件）。エチオピアは国際連盟にイタリアの攻撃を提訴したが、ワルワル事件は解決しなかった。1935年10月3日、イタリアはエチオピア侵攻を開始した。エチオピアは国際連盟に対し、イタリアによる侵略を抗議したが、国際連盟は限定的な経済制裁をするのみで、有効な措置は何も取られなかった。1936年5月2日、ハイレ・セラシエは国外亡命し、イタリア軍はエチオピア首都アディスアベバを占領した。イタリアはイタリア領エリトリア、イタリア領ソマリア、そして征服したエチオピアを統合し、イタリア領東アフリカを結成した。

#### イタリア領東アフリカ

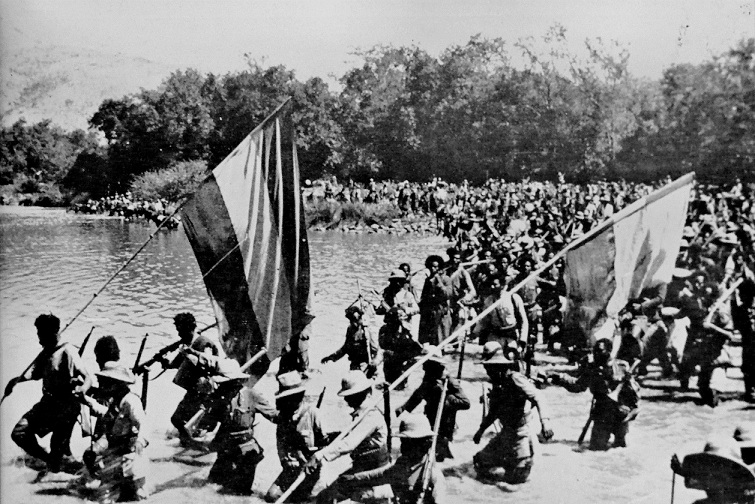
オモ川を渡河するレジスタンス兵

イタリアによる統治が直接及んだのはアディスアベバなど主要な都市、そして国境のティグレ県（エチオピア北部）やオガデン地方（エチオピア東部）に限定されていた。イタリア統治下ではエチオピア帝国旧来の統治機構は解体され、イタリア人による統治体制が植民地統治に組み込まれた。イタリアは皇帝に不満を抱くエチオピア貴族を懐柔し、侵攻の際に利用した。イタリア統治の際に領地と称号を与える約束をエチオピア貴族としたのである。しかしムッソリーニが反対し、イタリアに協力したエチオピア貴族はイタリア統治の中で宙に浮いた存在になった。
イタリア領東アフリカにおけるイタリア政権下の植民地政策は、分割統治の特徴を持っていた。過去にエチオピアを支配していた正教会のアムハラ人を弱体化させるべく、エリトリアのティグリニャ人やソマリ人が主張する領土がエリトリア州やソマリア州（オガデン地方）に割り当てられた。1936年の戦争後の復旧の努力は、イタリア植民地へのムスリムの支持を強化するために、植民地内のムスリムに利益をもたらすことに重みを置いていた。これはアムハラ人の犠牲を伴っていた:5。
エチオピアの地方貴族などはイタリア統治に対する抵抗運動を行ったが、各地の抵抗運動は連携を図ることが困難だった。ゴンダールやシェワなどでは、貴族を中心としたイタリアのエチオピア統治に対する統一的な抵抗運動のレジスタンス拠点が築かれた。このレジスタンス活動を行うものはアルベンニャ（英語でパトリオット）と呼ばれた。第二次世界大戦がはじまるとイギリス軍はアルベンニャに軍事支援を開始した。支援によって重火器を装備したアルベンニャ部隊はギデオン軍とも呼ばれた。1941年5月5日、ギデオン軍に先導され、ハイレ・セラシエはアディスアベバに帰還した。

#### 戦後

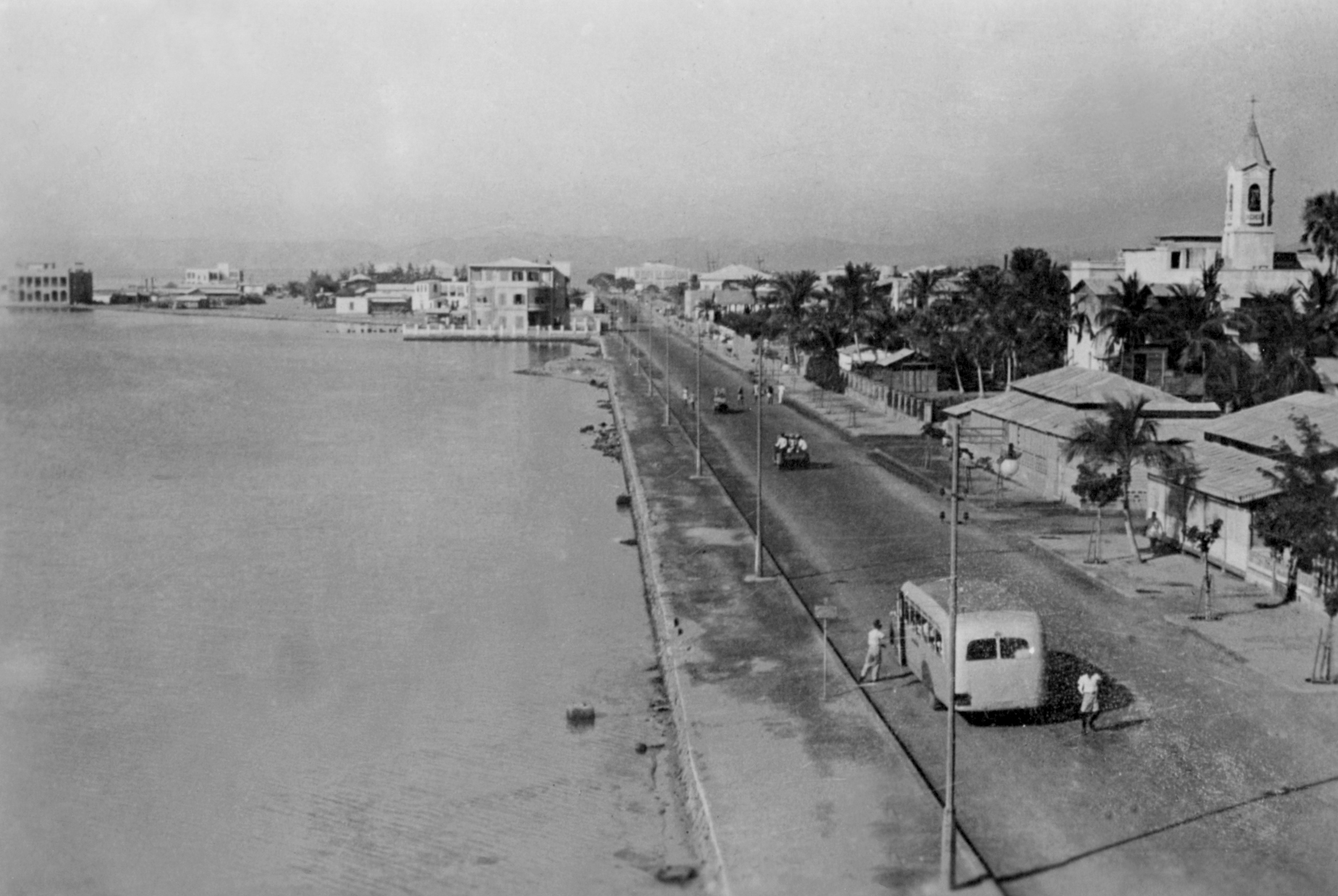
イギリス占領下のアスマラ

イギリスはイタリア軍を駆逐した後、エチオピア含むイタリア領東アフリカ全体にイギリス軍による軍政を敷く計画を持っていた。しかし、ハイレ・セラシエはそれを拒否し、1941年5月5日に独立の回復を宣言した。イギリスとエチオピアの妥協の結果、両国は第一次アングロ・エチオピア協定を締結した。第一次アングロ・エチオピア協定ではエチオピアの独立国家としての地位を獲得し、イギリス軍による軍政から逃れた。しかし、イギリスはエチオピアに対して国家再建に必要な4年間で325万ポンドの財政支援・軍事支援の支援・アドバイザーの派遣と引き換えにエチオピアの国庫の管理・イギリスの外国人アドバイザーの派遣・イギリスによる貿易の独占を取り決めた。

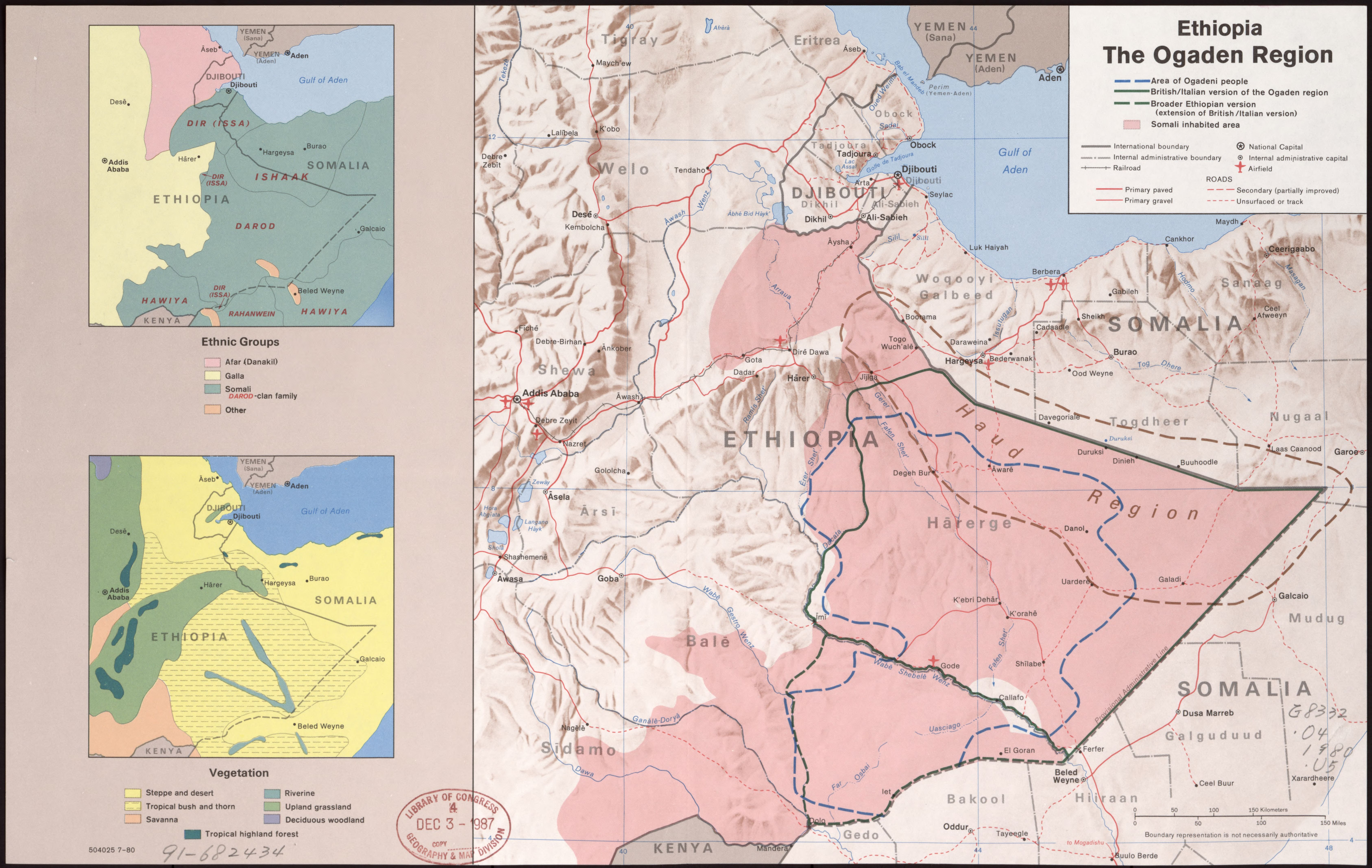
オガデン地方の地図

エリトリア、オガデン地方、ディレ・ダワ、そしてアディスアベバ・ジブチ鉄道沿線地域ではイギリス軍の軍政が始まったが、エチオピアはこれらすべての地域に対する主権を主張した。エリトリアについては長年の悲願だった海に繋がるためエチオピアは同地を「歴史的領土」であると主張し、イギリスはエリトリアを手放すつもりはなくエリトリアの保有をめぐる議論は国際連合の場に移される。
イギリスとエチオピアとの関係は大きく冷え込み、1954年までイギリスはオガデン全域の占領を続けた。エチオピアはイギリスから300万ポンドの財政支援の提案も拒否した。エチオピアはアメリカ合衆国に歩み寄り、エチオピアとアメリカの関係は緊密になった。1943年、アメリカ公使館がアディスアベバで再開され、8月9日にはレンドリース条約も結ばれアメリカによるエチオピア支援が始まった。エチオピアはアメリカの後ろ盾を獲得した。国連におけるエリトリア問題の討議では、イギリスはイギリス領スーダンとエチオピアでエリトリアをキリスト教地域とイスラム教地域に分割することを提案した。しかし国連ではこの提案は受け入れられず、アメリカの要望によってエリトリアはエチオピアと連邦制を組むことになった。エリトリアは一時的に自治権を得たが、1962年にエチオピアの1州として併合される。

#### 改革と失政

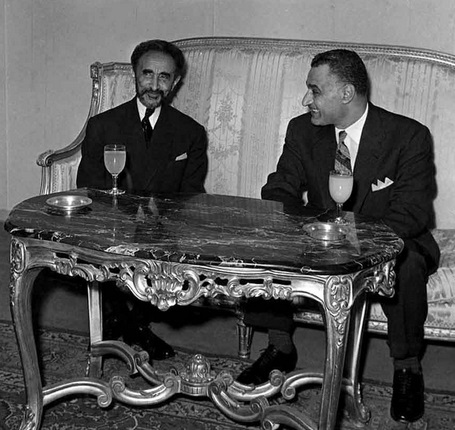
ハイレ・セラシエとエジプトの大統領ガマール・アブドゥル＝ナーセル。ハイレ・セラシエはアフリカ諸国との国交を重視していた。

ハイレ・セラシエは治世内で改革を進めた。国内の改革としては、国内で続けられてきた奴隷制の廃止や、教育制度の設立、医療機関の普及などが挙げられる。そして、皇帝としてエチオピア初の成文憲法を発布した。これは当時ロシアに勝利していた日本の明治憲法（特に前文）に似ていた。対外的には、アフリカの国々を取りまとめるアフリカ統一機構（OAU）の創設者であることが挙げられる。また、1932年エチオピアは国際連盟に加入した。しかし、依然としてハイレ・セラシエは、エチオピア軍の統帥権を握り、あらゆる法律に拘束されない絶対君主であった。近代化政策は、アムハラ語とアムハラ文化を国内の民族に押し付けるものでもあった。こうした体制は「アムハラ・ヘゲモニー」と呼ばれ、アムハラ人以外の民族は社会進出のためにアムハラ文化に同化することを余儀なくされた。
1960年11月、ハイレ・セラシエがブラジルを訪問している最中、アディスアベバで親衛隊と警察が反乱を起こした。親衛隊と警察を中心とする軍人グループは、皇太子を担ぎ上げ、独裁政治の廃止と自由な国家の建設を宣言した。しかし、陸軍と空軍がクーデターに反対し、2日間で鎮圧された（1960年エチオピアクーデター未遂事件）。1967年、ゴッジャムの農民が土地所有を掲げて蜂起した。また、学生は社会変革・政治改革を求めてデモを起こした。1970年初頭、エチオピアの北部・東部で旱魃が発生し、大規模な飢饉が起こった。しかし、ハイレ・セラシエは飢饉を隠蔽した。1973年11月まで、ハイレ・セラシエは国際機関による救助活動を許可しなかった。大衆の間には不安感が広まった。

### 社会主義化

#### 新体制
1972年2月、兵士が待遇改善を要求して反乱を起こした。同年9月、軍は君主制廃止を布告した。ハイレ・セラシエは宮廷から追放され、監禁中に死亡した。1975年9月12日、軍は臨時軍事行政評議会（デルグ）を結成し、軍事政権をエチオピアに設立した。その直後、内部で権力抗争が発生し、執行部の一部や反対派が処刑された。1974年11月、国民からの人気があった初代議長のアマン・アンドムが職を追われ、1977年2月には2代目のペンティ議長も処刑された。1976年、メンギスツ・ハイレ・マリアムが議長に就任し、社会主義国との関係に傾倒した。メンギスツは反対派を排除し、独裁政治を進めた。デルグ政権はエチオピア帝国時代からの封建制を廃止し、急速に中央集権化を進めた。

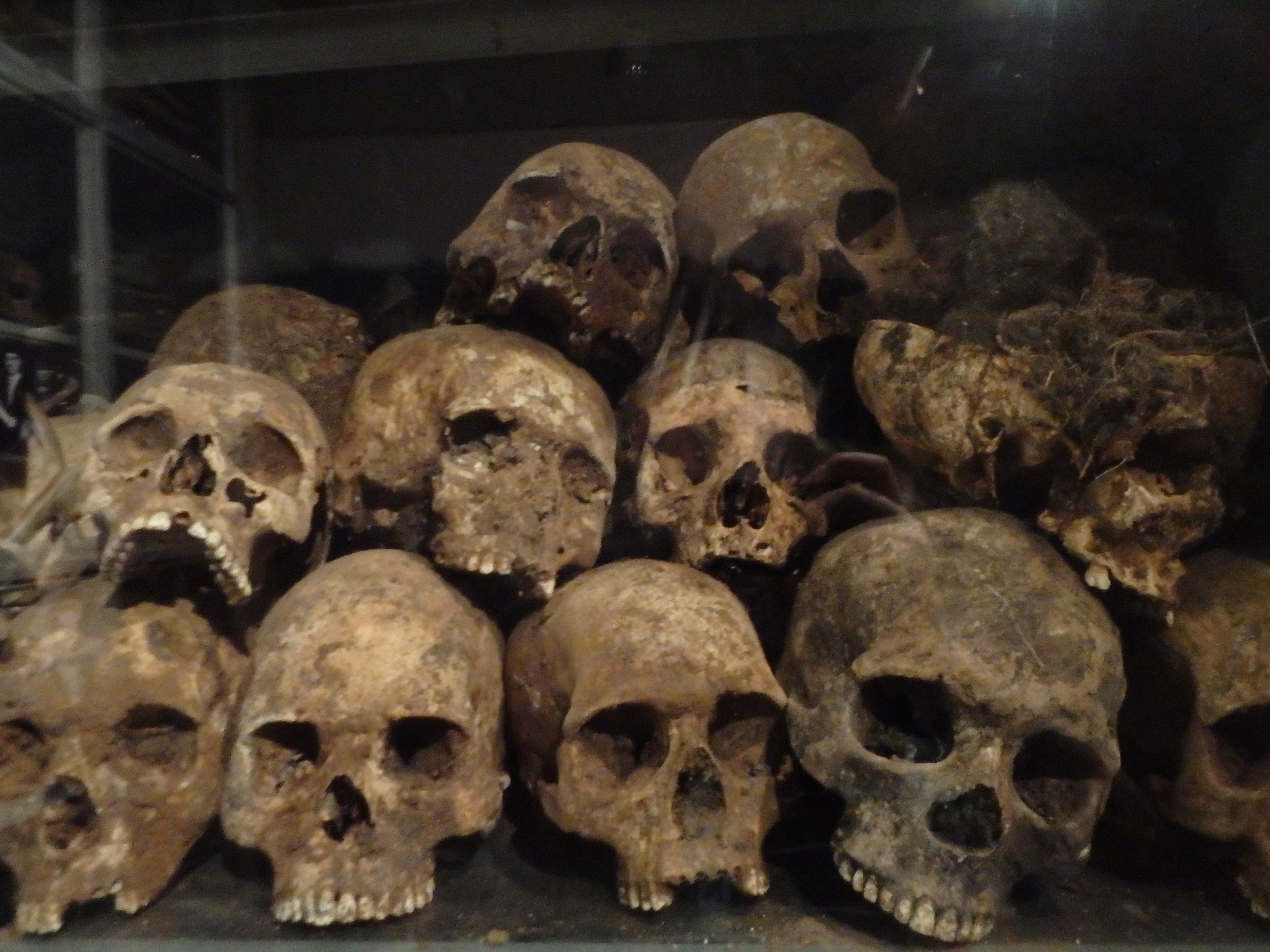
赤色テロの犠牲者の骸骨

1976年より、学生を主体とした左派組織エチオピア人民革命党と旧地主層を主体とした右派組織エチオピア民主同盟がアディスアベバ周辺でテロを頻発させた。これらの組織はメンギスツの暗殺未遂事件を起こし、政府は弾圧を強化した。1976年初頭からデルグ政権は「白いテロル」と呼ばれる大規模粛清を開始し、1975年7月5日の刑法改正で「反革命組織」と関係を持った者には死刑を科す規定を導入した。同年7月中旬にはエリトリアにおける政策を巡る内部対立で反対派18名を処刑し、9月から10月にかけて21名、11月にさらに17名が処刑された。ソビエト連邦はこの行為を問題視し、ソビエト連邦駐エチオピア大使館に勤めていたラタノフ大使は「良くも悪くも意思が固く妥協を許さない指導者」とメンギスツを評価した。
1975年1月よりデルグ政権は、国家労働キャンペーンとして農村部に学生を派遣する。この政策には3月までに約6000人の学生が参加した。政策の理由として、政府は里帰りしていた学生がアディスアベバに帰還し、デモや抗議活動を行うのを恐れていたと指摘されている。また、新政府が改革を進める中で、崩壊した行政・警察機構を代替する機能も期待していた。この「ザマチャ」と呼ばれた政策は1976年6月に終了する。
デルグ政権は「アフリカ社会主義」に基づく農場の集団化を進めた。農場の集団化は農民の強制移住や統制政策を伴い、市場に売る農作物を作る農民の生産意欲が低下した。また農民は強制移住先に適応できず、作物生産や生活に困難が生じた。1984年に政府が計画した、国の社会主義農業への転換を目的とする十カ年計画は失敗し、国営農園と集団農場は全耕地の15％未満にとどまった。そのため、1984年に旱魃が発生するとすぐに飢饉に発展した。

#### エリトリア独立紛争

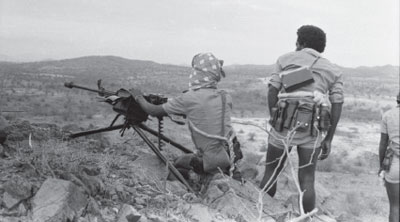
ELFとエチオピアとの戦い

国際連盟はエリトリアの独立を認めなかったので、1961年、エリトリア解放戦線（ELF）が結成された。1970年、ELFは分裂し、急進派のエリトリア民族解放戦線（EPLF）が結成された。1975年初頭、両組織は路線の相違を理由に内部抗争を続けていた。しかし1975年1月初旬、両組織は相互停戦に合意し、エチオピアからの分離独立を目指すゲリラ活動を「解放勢力」として合同して行った。1月3日から4日にかけて独立派とデルグ政権との間で和平交渉の可能性を探る接触が行われたが、独立派は分離独立を前提とする姿勢を崩さなかった。
1月31日、「解放勢力」側は州都アスマラを含む主要都市に攻撃を仕掛け、ゲリラ戦を一気に全国規模に拡大した。この攻勢によりエチオピア政府軍は16人の死者を出した。2月7日までの戦闘で死者は累計1600人に達し、紛争はエリトリア州境を越えて首都アディスアベバ周辺にまで波及した。2月8日にはアスマラ郊外のアメリカ軍基地に対しても砲撃を加えた。2月21日から22日にかけて、「解放勢力」側と政府軍の間で北エリトリアを戦場とする激戦が行われた。同激戦では市街地から山岳地帯に至るまで両者が激しい攻防を繰り広げた。エチオピア軍事委員会は国営放送で2528人の死亡、535人の負傷を公式発表した。2月28日にはエチオピア政府軍が「解放勢力」側の本拠地であるケレンを掌握し、大規模な戦闘は一時的に終結した。ELFはほとんど壊滅し、EPLFが事実上エリトリアにおいて唯一のゲリラ組織となった。

#### オガデン紛争

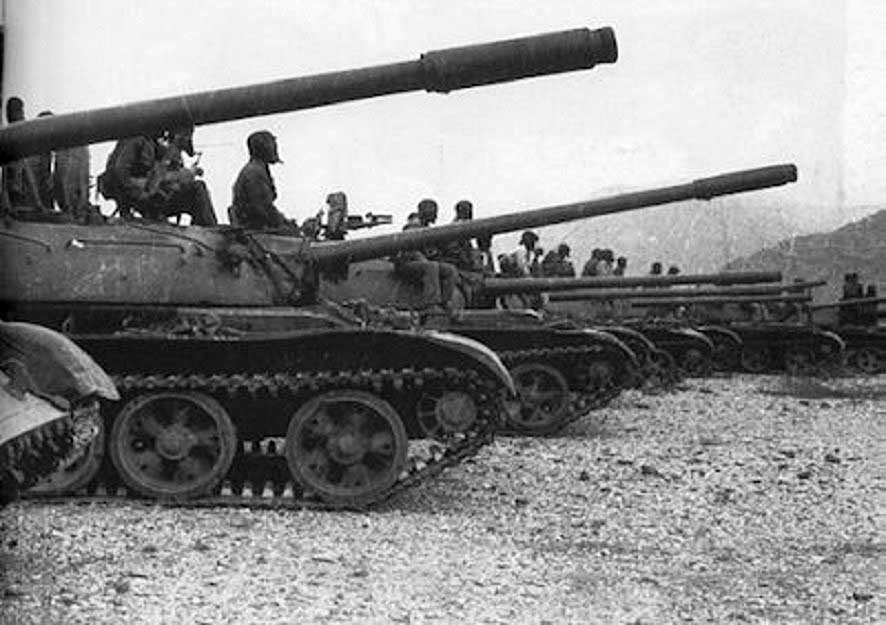
オガデン地域に侵攻するソマリア側の戦車

1977年5月、ソマリア政府の支援を受けた西ソマリア解放戦線（WSLF）はオガデン地方で攻撃作戦を開始した。ゲリラを中心とする約3,000名の戦闘員がソ連製の武器を装備し、民兵を含む約2万人のエチオピア政府軍を圧倒した。紛争中、オガデン地域の約60パーセントが占領された。冷戦中であったため、各国はアメリカ合衆国やソビエト連邦の支援を受けた。1977年7月下旬、ソマリア正規軍がオガデン地域へ本格侵攻を開始した。7月末までにソマリア軍とWSLFは約100の町を奪取し、ソマリア国境からおよそ250キロメートル以上まで進出した。8月に入っても攻勢は衰えず、ジブチ・エチオピア鉄道が通るディレ・ダワも攻撃された。
1977年10月19日、ソ連はソマリアへの軍事支援を停止し、代わって軍事装備をエチオピアに供与すると表明した。ソ連は約10億ドル規模の軍事援助を実施し、南イエメン軍二個大隊を派遣した。そしてキューバからは11,600人の兵力と6,000人の軍事技術者が差し向けられた。1977年10月30日から31日にかけて、メンギスツのモスクワ訪問において、ソ連側からオガデンにおける作戦をソ連・キューバの指揮下での実行と新政党の設立が提案された。メンギスツは要求を受け入れ、デルグ政権はオガデン紛争への支援を獲得した。その後、エチオピアはオガデン地域を取り戻した。

#### 正式国家設立とメンギスツ政権崩壊

エチオピア内戦の勢力

1979年12月、労働党創設のための政治委員会（英語: Political Commission to Establish a Workers' Party）として知られる委員会が作られ、メンギスツは委員会の議長となった。メンバーの3分の2は軍部の出身者であった。1984年、エチオピア労働党が設立され、正式に一党制が確立した。1987年9月、新憲法が発布され、国民シェンゴからメンギスツが大統領に選出された。そして、エチオピア人民民主共和国が正式に成立する。
1970年代後半以降、エリトリア人民解放戦線（EPLF）やティグレ人民解放戦線（TPLF）などの複数の反政府組織が結成された。EPLFはエリトリア人、TPLFはティグライ人を主体とし、これらの反政府組織はゲリラ戦を繰り広げた。EPLFとTPLFは協力し、共にデルグ政権の打倒を目指した。TPLFは北部高地を解放する中で、崩壊後の政権運営を見据え始めた。1989年、TPLFはティグライ人だけでなくアムハラ人やオロモ人など他民族も包含する政治組織としてエチオピア人民革命民主戦線（EPRDF）を結成した。EPRDFはTPLFの他にオロモ人民民主機構（OPDO）、アムハラ民族民主運動（APDM）、南エチオピア人民民主運動（SEPDF）で構成された。
1991年5月、メンギスツ大統領はジンバブエへ国外亡命し、EPRDFら反政府勢力によって体制が転覆された。その後、1993年にはエリトリアが独立した。

### EPRDF政権

#### 民族連邦制とTPLF

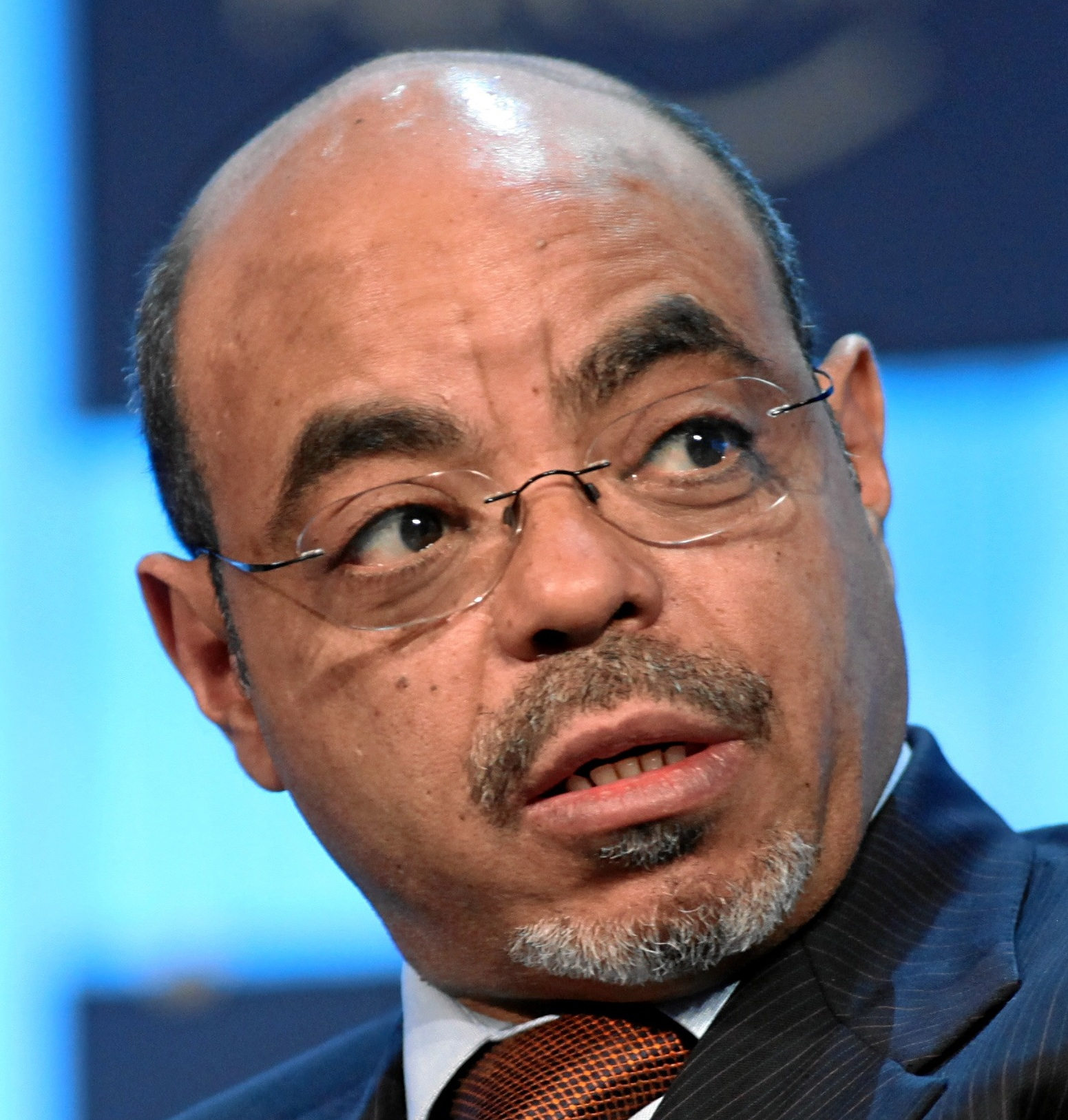
メレス・ゼナウィ

1991年7月、EPRDF主導でエチオピア平和民主暫定会議が開催された。協議会では「暫定期間憲章」が承認され、エチオピア暫定政府の首班にはEPRDF議長のメレス・ゼナウィが就任した。「暫定期間憲章」では民族連邦制導入に向けて、民族居住地域に基づいた連邦州の設置を定めた。
エチオピア国内の民族はオロモ人34.4パーセント、アムハラ人27.0パーセント、ソマリ人6.2パーセント、ティグライ人6.1パーセント、シダマ人4.0パーセント、その他80の民族で構成される。EPRDF政権は民族が居住する地域をまとめた州を作り、それに対して自治権を与えることで、エチオピアの政治の地方分権化を目指した。1995年12月8日に制定され、8月21日に施行されたエチオピア連邦民主共和国憲法は、デルグ政権に代わって民族自決権を明文化した。しかし、連邦州の設立において様々な矛盾が発生し、国内の民族集団の反発を招いた（後述）。
エチオピアを支配するEPRDFはTPLF、OPDO、APDM、SEPDFの4政党で構成されていた（前述）。しかし、政治の実権を握っていたのはティグライ人主体のTPLFで、政権中枢はティグライ人がほとんどを占めていた。政権に近い民族集団は限られた資源を優先的に獲得し、他民族との対立が深刻化した。そして、連邦政府を主導するTPLFに対する反発が各州で高まりを見せた。こうした状況はEPRDF政権の安定性を揺るがす一因となった。

#### 弾圧と抗議運動
1998年5月12日、エチオピア・エリトリア国境紛争が発生した。この国境紛争に対して政権が対処する方法をめぐり、TPLF内でメレス首相率いる穏健派と強硬派との間で政争が発生した。政争は、TPLF中央委員会で穏健派が勝利し、強硬派の元防衛大臣シイェ・アブラハと首相府問題担当長官ビタウ・ベライが逮捕され、大統領ネガソ・ギダダが所属していたOPDOから除名されたことで終結した。また、国境紛争の中でメディアや野党は政権を非難した。ただ、2000年エチオピア総選挙の期間中、エチオピア軍はエリトリアとの戦いで大勝したため、エチオピアの世論は政府への批判は比較的少なかった。2001年、不満の目が紛争が終結し政府へ向いていた中、学生や若者たちによるデモが起こった。政府は野党関係者や民間人140人以上を逮捕した。
2005年エチオピア総選挙は2005年5月15日に実施された。人民代表議会の全547議席が争われ、主要野党には統一と民主主義のための連合（CUD）およびエチオピア民主統一軍（UEDF）があった。選挙運動は都市部を中心にエチオピア全域で展開された。選挙結果はEPRDFは327議席、CUDは109議席（103議席とも）、UEDFは52議席を獲得し、野党が大きく躍進した。この選挙には国際監視団が加わった。結果発表後の2005年6月および11月には選挙の不正を批判する野党支持者らによる大規模な抗議行動が起こった。連邦政府はこれに弾圧で応じた。
メレス首相は2012年に死去した。強権的な弾圧を繰り返してきたEPRDF政権は不安定化し、オロミア州やアムハラ州などで反政府運動が活発化する。オロミア州ではアディスアベバの拡張計画である「マスタープラン」に対して（2014年-2016年オロモ人抗議運動）、アムハラ州ではティグレ州西部のウェルカイトの帰属をめぐって、各地で大規模なデモが起こった。その後、後継首相にウォライタ人出身のハイレマリアム・デサレンが就任する。しかし、ハイレマリアム首相は強権的な政治を継承し、2015年総選挙ではEPRDFが圧勝した。2015年から2016年のデモにおける治安部隊との衝突によって、500人以上が死亡した責任を取り首相を辞任した。

#### アビィ政権の改革

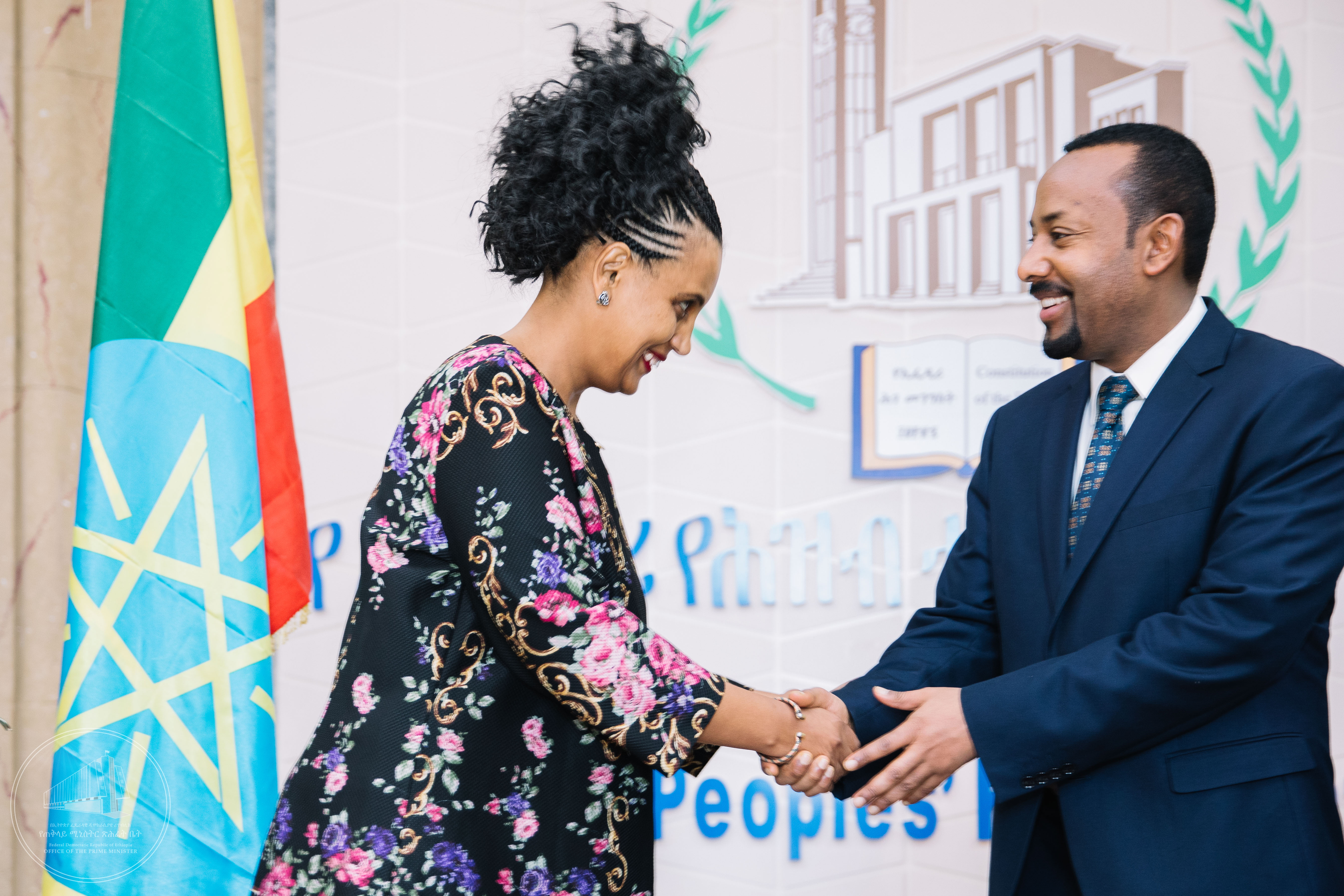
左が野党の「統一と民主主義のための連合」党首。彼女は、右のアビィ首相によってエチオピア全国選挙管理委員会の委員長に任命された。

2018年4月2日、アビィ・アハメド・アリが首相に就任した。アビィ首相の改革により、政治的に大きな変化が起こった。7月21日アビィ首相は、議会で政治犯に対する恩赦法を可決し、数千人の政治犯が釈放された。5月にサウジアラビア、6月にはエジプトで収監されていた約千人の国民が、首相の働きかけにより釈放された。アビィ首相はエチオピア政府によって行われて来た弾圧を「国家テロ」として非難した。そして、エチオピア政府によりテロ組織に認定されていたギンボット7、オロモ解放戦線（OLF）、オガデン民族解放戦線（ONLF）の活動停止を同月に撤廃、亡命していた野党党首はエチオピアに帰国し活動を再開した。
7月、アビィ首相は紛争状態にあったエリトリアに訪問し、和平交渉を成功させた。この成果からアビィ首相はノーベル平和賞を獲得した。

#### TPLFとの対立
平野光芳は、アビィ首相は就任以来TPLFに圧力をかけ続けていて、エリトリアとの和平もティグレ州を地盤とするTPLFを包囲するための策略であると分析している。
2019年11月、EPRDF執行委員会において加盟政党統合の議論が行われた。11月21日、臨時評議会で統一政党結成の決議が行われ、TPLF評議員45名が欠席したまま全会一致で可決された。12月1日、EPRDFを構成していたOPDO・APDM・SEPDFと友好政党のベニシャングル・グムズ民主党・ソマリ民主党・ガンベラ人民民主運動・ハラリ民族同盟がアビィ首相によって繁栄党に合流した。TPLF議長のデブレチオン・ゲブレミカエルは、これは国内の政情に反し、民族ごとの自治連邦制を弱体化させるもので、党内のたった1回の会議で決定するべきでないとして、新党結成を批判した。
2020年11月3日、TPLFがエチオピア国防軍の北方司令部を先制攻撃したことを発端として、ティグレ州で武力衝突が始まった。エチオピア国防軍は同日中に反撃を開始した。エリトリア国防軍はエチオピア側として戦闘に加わった。TPLF側もOLFなどの民族系武装組織と連携し、ティグレ防衛軍（TDF）を中心に抵抗を継続した。
ティグレ紛争の最中、2021年6月21日にティグレ州を除いた総選挙が行われ、繁栄党が大勝した。
2022年1月7日、アビィ首相によりオロモ連邦会議、真の民主主義のバルデラス党、そしてTPLF幹部が刑務所から解放され、14か月にわたる対話プロセスの開始が発表された。紛争は2022年11月3日にプレトリア合意、停戦協定によって両者が交戦停止に合意し、ティグレ州はゲタチェウ・レダを長官とするティグレ州暫定地域行政の管轄下に置かれた。
2023年8月、アムハラ人で構成される民兵であるファノにより、反乱が発生した。

## 連邦政府
エチオピアは民族連邦制の特徴を持った共和国である。

### 立法府

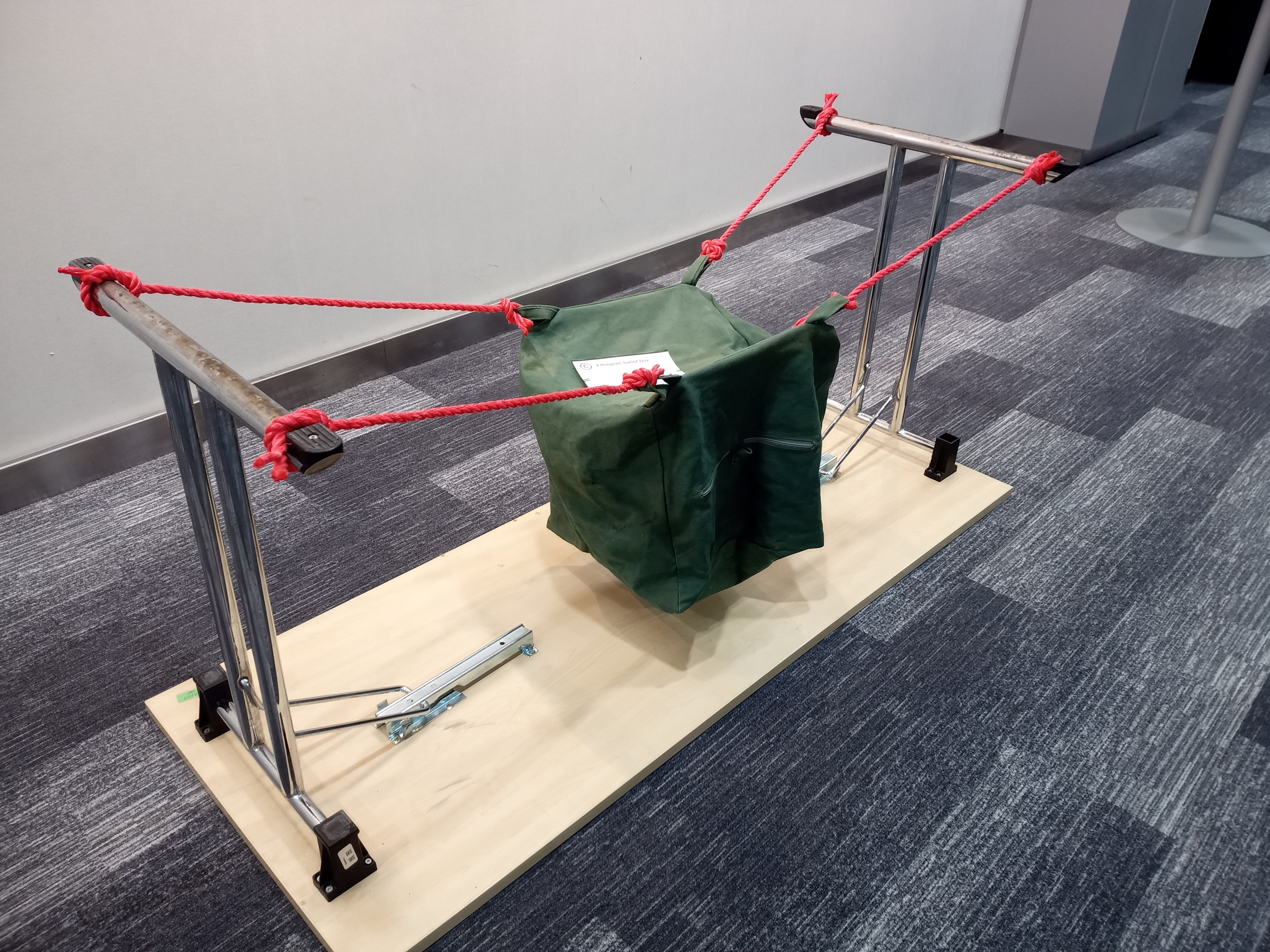
エチオピアで使用される投票箱

エチオピアの立法府は人民代表議会（下院）と連邦議会（上院）で構成された二院制で構成される。人民代表議会は法律立案、連邦議会は憲法解釈・連邦問題を管轄する。人民代表議会の議員は小選挙区による直接選挙によって選出される。現在の議員は547名であり、任期は5年である。この内22名は少数民族に割り当てられる。憲法第54条3項では定数は650人以内と定められている。議長は2018年10月18日就任のアト・タゲセ・チャフォ。連邦議会の議員は州議会によって選出される。連邦議会の議員はアディスアベバとディレ・ダワからは選出されない。現在の議員は153名であり、任期は5年である。民族集団には最低1議席与えられ、州の人口100万人ごとに1議席追加される。議長は2021年10月4日就任のアゲグネフ・テシャゲル。
法案は、議会両院の3分の2以上の賛成または州議会の3分の1の承認によって審議入りする。基本的人権や自由、憲法改正手続きに関わる条文は、議会両院で3分の2以上の賛成と、州議会の3分の2による承認を要する。人権、自由、憲法改正手続きに関する条文は、議会両院で3分の2以上の賛成と、州議会による承認を必要とする。

#### 総選挙
EPRDF政権・繁栄党政権内で行われたエチオピアの選挙の一覧。
| 選挙の呼称             | 投票日           | 首相                     | 勝利者 | 議席    |
| ---------------------- | ---------------- | ------------------------ | ------ | ------- |
| 1995年エチオピア総選挙 | 5月7日           | メレス・ゼナウィ         | EPRDF  | 547/493 |
| 2000年エチオピア総選挙 | 5月14日          | メレス・ゼナウィ         | EPRDF  | 547/481 |
| 2005年エチオピア総選挙 | 5月15日・8月21日 | メレス・ゼナウィ         | EPRDF  | 547/327 |
| 2010年エチオピア総選挙 | 5月23日          | メレス・ゼナウィ         | EPRDF  | 547/499 |
| 2015年エチオピア総選挙 | 5月24日          | ハイレマリアム・デサレン | EPRDF  | 547/501 |
| 2021年エチオピア総選挙 | 6月21日・9月30日 | アビィ・アハメド         | 繁栄党 | 470/448 |

#### 政党
議席を持つエチオピアの政党の一覧。
| 政党                           | 設立年        | 指導者           | 下院議席 |
| ------------------------------ | ------------- | ---------------- | -------- |
| 繁栄党                         | 2019年12月1日 | アビィ・アハメド | 454      |
| アムハラ国民運動               | 2018年6月10日 | ベレテ・モラ     | 5        |
| 社会正義を求めるエチオピア市民 | 2019年5月11日 | ベルハヌ・ネガ   | 8        |
| ゲデオ人民民主党               | -             | -                | 4        |
| クチャ人党                     | -             | -                | 2        |

### 行政府
エチオピアの行政府の長は、大統領と首相の2人である。大統領は、国家元首で象徴的地位にある。大統領は議会両院による間接選挙で選出され、任期は6年で再選が可能である。現職は2024年10月7日に就任したタエ・アツケセラシエである。首相は、政府運営を持ち実質的な指導者である。閣僚評議会は、首相によって指名されるが、その任命は人民代表議会の承認を経る必要がある。そして、首相は閣僚評議会の議長とエチオピア国防軍の最高司令官を務める。首相は議会両院による間接選挙で、議会多数派によって選出される。任期は6年で再選が可能である。現職は2018年4月に就任したアビィ・アハメド・アリである。

#### 法執行機関
エチオピアの法執行機関は、国家警察と州警察が役割を担っている。国家警察は首相直属である。州の治安部隊は国家から独立している。また、エチオピア国防軍は治安維持にかかわる憲兵師団を保有する。

#### 閣僚評議会
憲法第76条は、閣僚評議会が首相に対して説明責任を負うことを定めている。また、閣僚評議会はその決定について人民代表議会に対して責任を負う。閣僚評議会の権限および職務は、憲法第77条に明記されている。以下は閣僚評議会に属する大臣。
| 役職                                                                    | 氏名                                      |
| ----------------------------------------------------------------------- | ----------------------------------------- |
| 副首相 Deputy Prime Minister                                            | テメスゲン・ティルネフ Temesgen Tiruneh   |
| 外務大臣 Minister of Foreign Affairs                                    | ゲディオン・ティモテオス Gedion Timotheos |
| 平和大臣 Minister of Peace                                              | モハメド・イドリス Mohamed Idris          |
| 防衛大臣 Minister of Defense                                            | アイシャ・モハメド Aisha Mohammed         |
| 通商・地域統合大臣 Minister of Trade and Regional Integration           | カッサフン・ゴフェ Kassahun Gofe          |
| 財務大臣 Minister of Finance                                            | アハメド・シデ Ahmed Shide                |
| 司法大臣 Minister of Justice                                            | ハナ・アラヤサラス Hana Arayaslase        |
| 産業大臣 Minister of Industry                                           | メラク・アレベル Melaku Alebel            |
| 革新・技術大臣 Minister of Innovation and Technology                    | ベレテ・モラ Bellete Molla                |
| 都市・インフラ開発大臣 Minister of Urban and Infrastructure Development | チャルトゥ・サニ Chaltu Sani              |
| 水・エネルギー大臣 Minister of Water and Energy                         | ハバタム・イテファ Habtamu Itefa          |
| 観光大臣 Minister of Tourism                                            | セラマウィット・カッサ Selamawit Kassa    |
| 教育大臣 Minister of Education                                          | ビルハヌ・ネガ Birhanu Nega               |
| 保健大臣 Minister of Health                                             | メクデス・ダバ Mekdes Daba                |
| 女性・社会大臣 Minister of Women and Social Affairs                     | エルゴジエ・テスファイエ Ergogie Tesfaye  |
| 労働・技能大臣 Minister of Labor and Skills                             | ムフェリアット・カミル Muferiat Kamil     |
| 文化・スポーツ大臣 Minister of Culture and Sport                        | シェウィット・シャンカ Shewit Shanka      |
| 税務大臣 Minister of Revenues                                           | アイナレム・ネグシエ Aynalem Negussie     |
| 輸送・物流大臣 Minister of Transport and Logistics                      | アレム・シメ Alemu Sime                   |
| 鉱山大臣 Minister of Mines                                              | ハバタム・テゲグン Habtamu Tegegn         |
| 農業大臣 Minister of Agriculture                                        | ギルマ・アメンテ Girma Amente             |
| 計画・開発大臣 Minister of Plan and Development                         | フィツム・アッセファ Fitsum Assefa        |
| 灌漑・低地大臣 Minister of Irrigation and Lowlands                      | アブラハム・ベレイ Abraham Belay          |

### 司法府
エチオピアの司法府の最高機関は連邦最高裁判所であり、判事は11名で構成される。判事の中で、長官と副長官は首相の推薦に基づき人民代表議会が任命する。その他の判事は、連邦司法行政委員会が推薦に基づき人民代表議会が任命する。判事は60歳が定年である。最高裁判所、高等裁判所、そして第一審裁判所が連邦裁判所の3つのレベルである。その他の下級裁判所には、各州の裁判所、シャリーア裁判所、伝統・慣習裁判所がある（#機関）。『エチオピア・インサイト』は、エチオピアの司法制度は、公平さや信頼性、専門性に欠けていると批判している。訴訟の進行は遅く、政治的な事件では政府関係者が裁判に介入したと告されている。2005年総選挙の後には、高等裁判所の判事が国外に逃れる事件が起き、その背後に政権による司法の掌握があったと指摘されている。2018年以降、アビィ・アハメド首相はいくつかの改革を進めている。

## 地方政府
設置された連邦州はティグレ州、アファール州、アムハラ州、オロミア州、ソマリ州、ベニシャングル・グムズ州、南部諸民族州、ガンベラ州、ハラリ州の9州であり、アディスアベバとディレ・ダワは特別行政区とされた。南部諸民族州は、2019年にシダマ州、2021年に南西エチオピア諸民族州が分離し、残った地域も2023年に南エチオピア州、中部エチオピア州に分割された。州の行政区画は、県（郡・[zon]、Zone）、郡（行政地区・[wäräda]、Woreda）、村（カバレ・[qäbäle]、Kebele）の順に細分化される。州は複数の県から構成され、県は複数の郡から構成される。郡には県に属さない特別郡が存在し、県と同格に扱われる（特別行政地区・[ləyyu wäräda]、Special Woreda）。

### 民族連邦制

エチオピアの州・県

1991年、ティグレ人民解放戦線（TPLF）を中核とするエチオピア人民革命民主戦線（EPRDF）はデルグ政権を倒して権力を掌握した。1995年12月8日に制定された新憲法は、1995年8月21日に施行され、エチオピア連邦民主共和国（FDRE）の成立を正式に承認した。憲法は基本的に民族連邦主義に基づく。第46条では、連邦州の設置にあたって、民族の居住地域、言語、アイデンティティ、住民の同意を基準とすることを定めた。第47条では、9つの州を設置するとともに、民族集団が既存の州から分離独立する権利を認めた。第52条は、各州に対して独自の憲法を制定する権限、州法の立法権、州警察を設置することを認めている。
連邦州の設立において、ティグライ人、アファル人、アムハラ人、オロモ人、ソマリ人、ハラリ人の6民族のみが連邦州の設立主体とされた。これには様々な矛盾が発生した。例えばハラリ人の場合、その州における人口構成比は9%に過ぎず、他の州に見られるような特定民族による多数派形成とはかけ離れていた。このように、州設立の適格性を判断する明確な基準が欠如していたため、国内の多数の民族集団から不満が噴出した。しかし、連邦政府は「国内の不安定化」を起こすと主張し、新たな州の設置を抑制する措置を講じた。また、州境の設定によって特定の民族が分断されたり、地域の多数派住民の意向に反して他の州に編入されたりする事例が頻発した。その結果、民族間の緊張は州レベルの対立へと増幅した。

### 機関

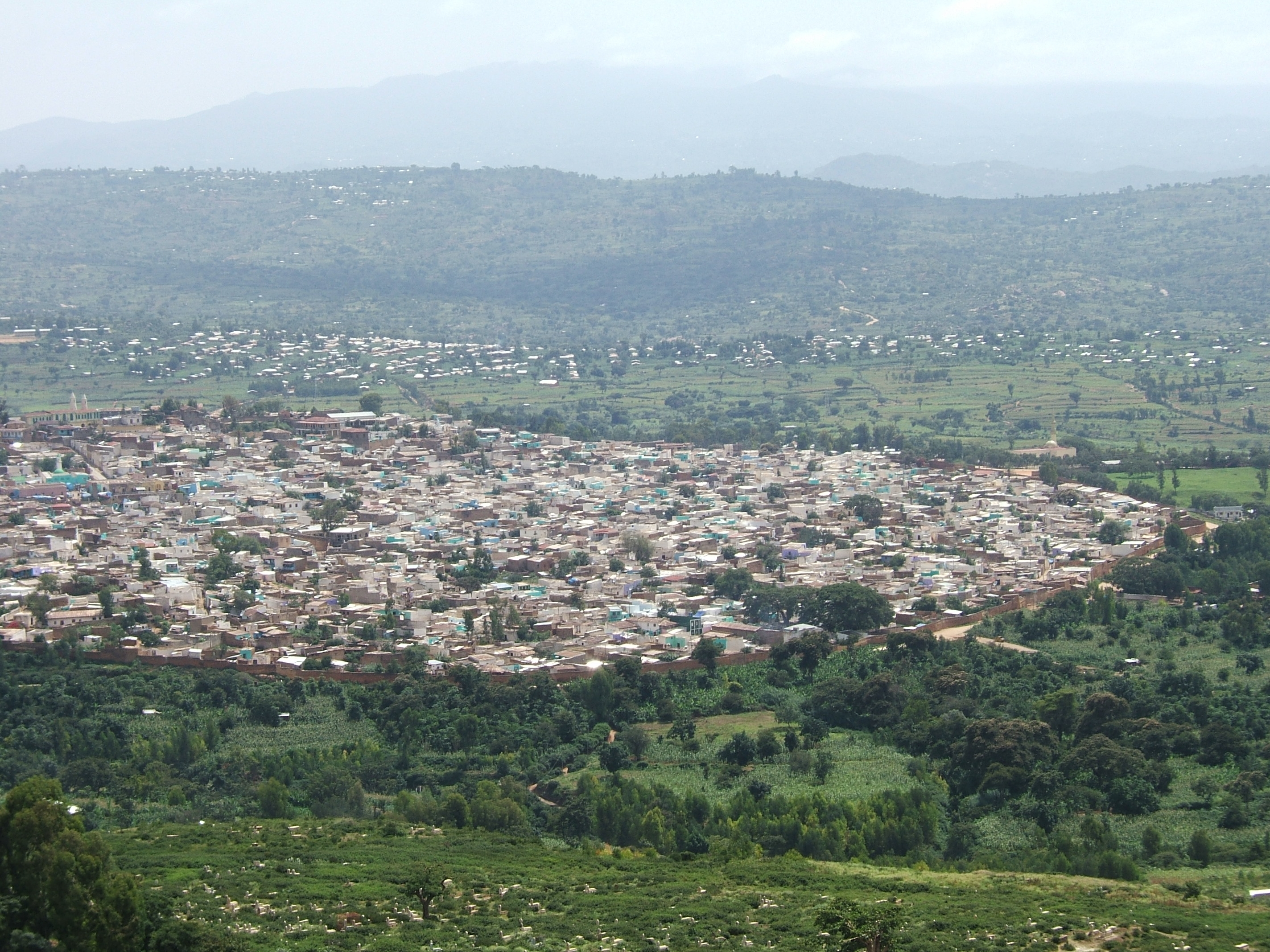
ハラールの都市

各州の統治機関は立法府・行政府・司法府に分かれており、名目上の三権分立を達成している。
各州の立法府は、州議会で州憲法の制定、州予算の承認、州行政機関の監督などを行う。州議会を構成する議員は州内の郡ごとに選出される。連邦政府の連邦議会への代表も、州議会によって選出される仕組みとなっている。基本的にすべての州議会は一院制だが、ハラリ州は州民代表議会のほかにハラリ族議会が置かれ、二院制となっている。
各州の行政府は、執行委員会が中心となって活動している。構成は、州知事、副知事、州務長官、そして社会福祉セクター・経済開発セクター・司法公安セクター・財政計画セクターの4人の各セクター長官である。州行政府は連邦政府の各省庁に対して説明責任を負う。
各州の司法府は、郡裁判所、州高等裁判所、頂点の州最高裁判所へと上がって行く三審制を基本として構成されている。州最高裁判所は、州内の重要な刑事・民事事件を審理するほか、州内の他の裁判所の判断に対する控訴審を担当する。小規模な紛争や軽犯罪については、地区裁判所や最下位行政単位であるケベレ（Kebele）内の「住民裁判」で処理されることもある。